# Elecciones municipales de Huánuco de 1983
Las elecciones municipales de Huánuco de 1983 se llevaron a cabo el 13 de noviembre de 1983 para elegir al alcalde y al Concejo Provincial de Huánuco para el periodo 1984-1986. La elección se celebró simultáneamente con elecciones municipales en todo el país.

## Sistema electoral
La Municipalidad Provincial de Huánuco es el órgano administrativo y de gobierno de la provincia de Huánuco. Está compuesta por el alcalde y el Concejo Provincial.
La votación del alcalde y el concejo se realiza en base al sufragio universal, que comprende a todos los ciudadanos nacionales mayores de dieciocho años, empadronados y residentes en la provincia de Huánuco y en pleno goce de sus derechos políticos, así como a los ciudadanos no nacionales residentes y empadronados en la provincia de Huánuco.
El Concejo Provincial de Huánuco está compuesto por 19 regidores elegidos por sufragio directo para un período de tres (3) años, en forma conjunta con la elección del alcalde (quien lo preside). La votación es por lista cerrada y bloqueada. Se asigna a la lista ganadora los escaños según el método d'Hondt o la mitad más uno, lo que más le favorezca.

## Composición del Concejo Provincial de Huánuco
La siguiente tabla muestra la composición del Concejo Provincial de Huánuco antes de las elecciones.
| Partidos | Partidos                  | Regidores |
| -------- | ------------------------- | --------- |
|          | Acción Popular            | 8         |
|          | Partido Aprista Peruano   | 8         |
|          | Izquierda Unida           | 2         |
|          | Partido Popular Cristiano | 1         |

## Partidos y candidatos
A continuación se muestra una lista de los principales partidos y alianzas electorales que participaron en las elecciones:
| Candidatura | Candidatura | Partidos y alianzas | Candidatos | Candidatos             | Ideología                                                | Resultado previo | Resultado previo | Ref. |
| Candidatura | Candidatura | Partidos y alianzas | Candidatos | Candidatos             | Ideología                                                | Votos (%)        | Reg.             | Ref. |
| ----------- | ----------- | --- | ---------- | ---------------------- | -------------------------------------------------------- | ---------------- | ---------------- | ---- |
|             | AP          | Lista - Acción Popular (AP) |            | Juan Palacios Hidalgo  | Humanismo Nacionalismo cívico Reformismo                 | 40.75%           | 8                |      |
|             | APRA        | Lista - Partido Aprista Peruano (APRA) |            | Mardonio Apac Palomino | Aprismo                                                  | 38.37%           | 8                |      |
|             | IU          | Lista - Izquierda Unida (IU) – Unión de Izquierda Revolucionaria (UNIR) – Unidad Democrático Popular (UDP) – Partido Socialista Revolucionario (PSR) – Partido Comunista Revolucionario (PCR) – Partido Comunista Peruano (PCP) – Frente Obrero Campesino Estudiantil y Popular (FOCEP) |            | Edmundo Panay Lazo     | Marxismo-leninismo Mariateguismo Socialismo democrático  | 11.66%           | 2                |      |
|             | PPC         | Lista - Partido Popular Cristiano (PPC) |            | Luisa Cuculiza Torre   | Conservadurismo social Humanismo Democracia cristiana    | 9.23%            | 1                |      |
|             | MBH         | Lista - Movimiento de Bases Hayistas (MBH) |            | Juan Ponce Vidal       | Socialdemocracia Conservadurismo social Antiimperialismo | Nuevo            | Nuevo            |      |

## Resultados

### Sumario general
|                        |                                    |              |              |              |           |           |
| Partidos y coaliciones | Partidos y coaliciones             | Voto popular | Voto popular | Voto popular | Regidores | Regidores |
| Partidos y coaliciones | Partidos y coaliciones             | Votos        | %            | ±pp          | Total     | +/−       |
|                        | Partido Aprista Peruano (APRA)     | 7,825        | 33.57        | –4.80        | 11        | +3        |
|                        | Izquierda Unida (IU)               | 7,001        | 30.04        | +18.38       | 7         | +5        |
|                        | Partido Popular Cristiano (PPC)    | 3,353        | 14.39        | +5.16        | 1         | ±0        |
|                        | Movimiento de Bases Hayistas (MBH) | 2,809        | 12.05        | Nuevo        | 0         | ±0        |
|                        | Acción Popular (AP)                | 2,320        | 9.95         | –30.80       | 0         | –8        |
|                        |                                    |              |              |              |           |           |
| Total                  | Total                              | 23,308       |              |              | 19        | ±0        |
|                        |                                    |              |              |              |           |           |
| Votos válidos          | Votos válidos                      | 23,308       | 77.21        | –9.58        |           |           |
| Votos en blanco        | Votos en blanco                    | 1,547        | 5.12         | +1.12        |           |           |
| Votos nulos            | Votos nulos                        | 5,333        | 17.67        | +8.46        |           |           |
| Votos emitidos         | Votos emitidos                     | 30,188       | 59.91        | –3.91        |           |           |
| Abstenciones           | Abstenciones                       | 20,199       | 40.09        | +3.91        |           |           |
| Votantes registrados   | Votantes registrados               | 50,387       |              |              |           |           |
|                        |                                    |              |              |              |           |           |
| Fuente:                |                                    |              |              |              |           |           |

## Elecciones municipales distritales

### Resultados por distrito
La siguiente tabla enumera el control de los distritos de la provincia de Huánuco. El cambio de mando de una organización política se resalta del color de ese partido.
| Distrito                | Alcalde(sa) titular                                      | Partido político                                         | Partido político                                         | Alcalde(sa) electo(a)    | Partido político | Partido político          |
| ----------------------- | -------------------------------------------------------- | -------------------------------------------------------- | -------------------------------------------------------- | ------------------------ | ---------------- | ------------------------- |
| Amarilis                | Creación del distrito (Ley N° 23419, 1 de junio de 1982) | Creación del distrito (Ley N° 23419, 1 de junio de 1982) | Creación del distrito (Ley N° 23419, 1 de junio de 1982) | Julio Ruiz Vásquez       |                  | Izquierda Unida           |
| Chinchao                | Antonio Yabar Natividad                                  |                                                          | Acción Popular                                           | Geni Valentín Palomino   |                  | Partido Aprista Peruano   |
| Churumbamba             | Elda Leandro Zúñiga                                      |                                                          | Acción Popular                                           | Hugo Miraval Solórzano   |                  | Partido Aprista Peruano   |
| Margos                  | Leoncio Pollo Salvador                                   |                                                          | Izquierda Unida                                          | Artemio Reyes Esteban    |                  | Partido Aprista Peruano   |
| Quisqui                 | Zósimo Igarza Silva                                      |                                                          | Acción Popular                                           | Timoteo Lucas Gómez      |                  | Partido Aprista Peruano   |
| San Francisco de Cayrán | Cecilio Beraun Durand                                    |                                                          | Partido Popular Cristiano                                | Oswaldo Jara Serrano     |                  | Partido Popular Cristiano |
| San Pedro de Chaulán    | Ores Lazarte Santos                                      |                                                          | Partido Popular Cristiano                                | Hugo Magino Soto         |                  | Partido Aprista Peruano   |
| Santa María del Valle   | Félix Pedraza Sánchez                                    |                                                          | Acción Popular                                           | Néstor Nalvarte Alva     |                  | Partido Aprista Peruano   |
| Yarumayo                | Luis Tello Barrueta                                      |                                                          | Acción Popular                                           | Alejandro Abel Tolentino |                  | Partido Popular Cristiano |